# Bontani

Herb szlachecki Bontani

Bontani – polski herb szlachecki.

## Opis herbu
W polu błękitnym ręka w lewo w białym rękawie trzyma strzałę srebrną żeleźcem do góry, nad ręką krzyż kawalerski czerwony, a pod nią półksiężyc złoty rogami w prawo. W klejnocie nad hełmem w koronie pięć piór strusich.

## Najwcześniejsze wzmianki
Nadany w 1785 roku Michałowi i Kazimierzowi Bontanim. 

## Herbowni
- Bontani

## Źródła
- Juliusz Karol Ostrowski: Księga herbowa rodów polskich